# ギャビン・グリーナウェイ
ギャヴィン・グリーナウェイ（Gavin Greenaway、1964年6月15日 - ）は、イングランドの作曲家、指揮者。父はロジャー・グリーナウェイ。
ストローズ・カレッジとトリニティ音楽大学で学ぶ。学校を離れる前から父親と共同で仕事をするようになり、『Jimbo and the Jet-Set』『The Family-Ness』『Penny Crayon』などBBCの子供向け番組のために作曲をしている。
『グラディエーター』『パール・ハーバー』（ともに作曲はハンス・ジマー）の映画音楽で指揮を務めた。『シュレック』、『アンツ』、『ウォレスとグルミット 野菜畑で大ピンチ!』、『プリンス・オブ・エジプト』、『チキンラン』、『エル・ドラド 黄金の都』などのドリームワークス作品でも多くの映画音楽の指揮を担当している。他にディズニーから、エプコットでの花火ショー「IllumiNations: Reflections of Earth」とパレード「Tapestry of Nations」用の作曲を依頼され、1999年から使用されている。東京ディズニーシーでは「ブラヴィッシーモ!」で使われた「Swept Away」を作曲。また、ポール・マッカートニーのオラトリオ『心の翼』でも指揮を務めている。
バンクーバーオリンピックの開会式でもギャヴィン・グリーナウェイの作品が流れた。